# Nuestra Señora de la Concepción, San Cristóbal de La Laguna
Señora de la Concepción (spanska: Iglesia de Nuestra Señora de la Concepción) är en kyrkobyggnad i San Cristóbal de La Laguna på Kanarieöarna. 
Kyrkan, som förklarades vara ett kulturellt minnesmärke 1948, har en liknande arkitektur som kyrkan Señora de la Concepión i Santa Cruz de Tenerife.
Utanför kyrkan finns en bronsstaty av påven Johannes Paulus II, utförd av den polske skulptören Czesław Dźwigaj. Statyn visar när påven välsignade två barn klädda i traditionella dräkter på Kanarieöarna.

## Galleri

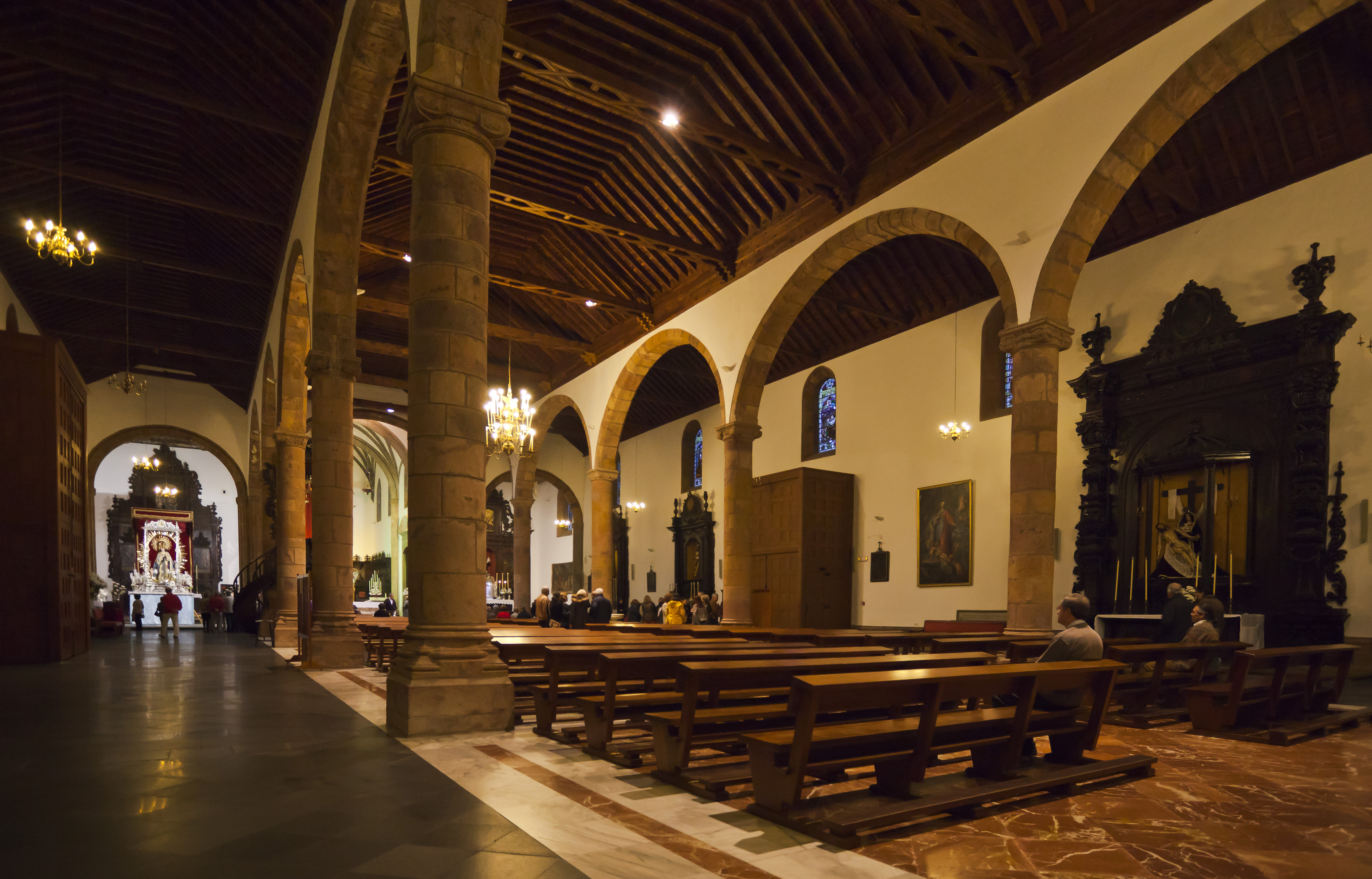
Interiör
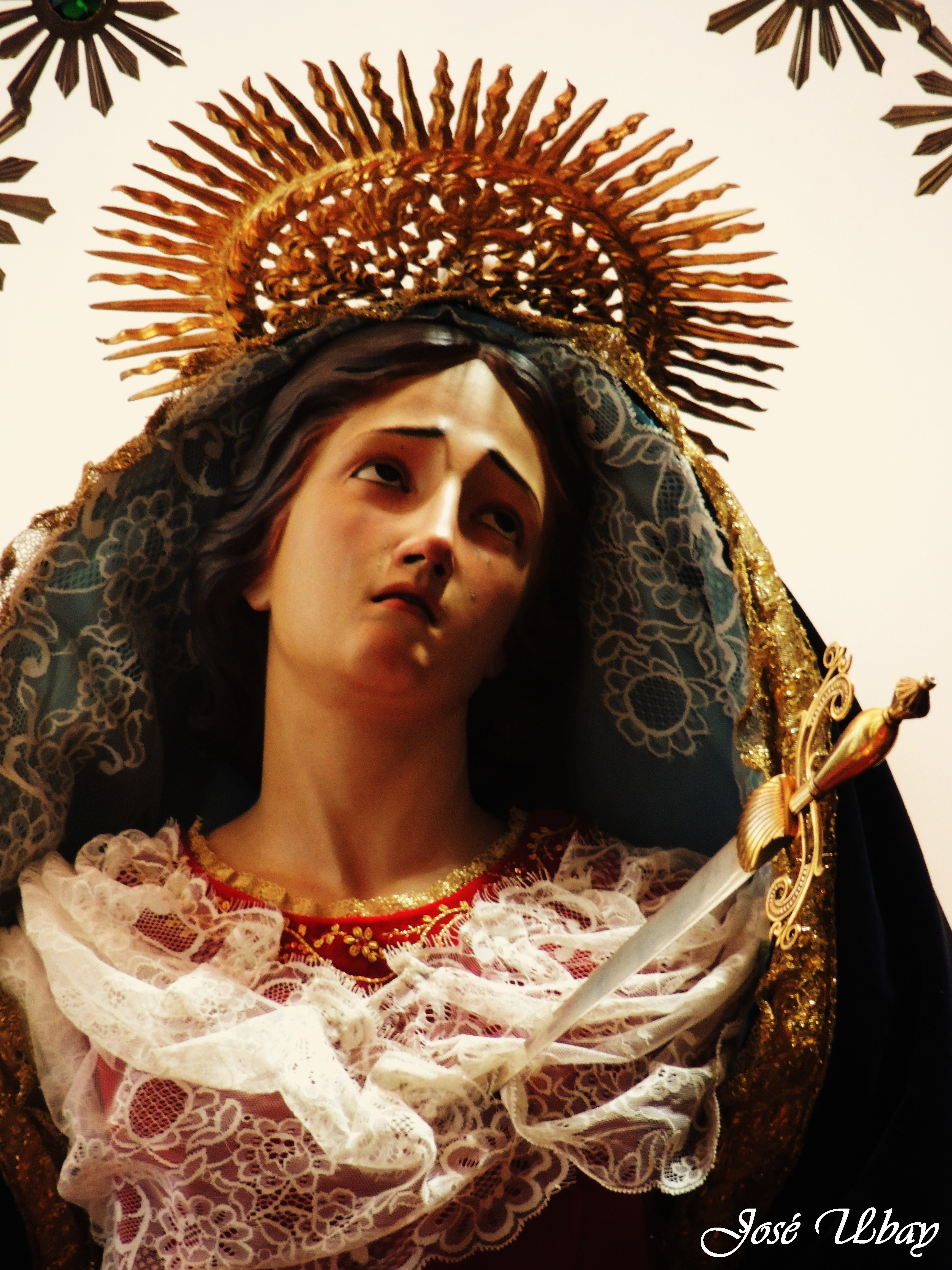
Jungfru Marie smärtor
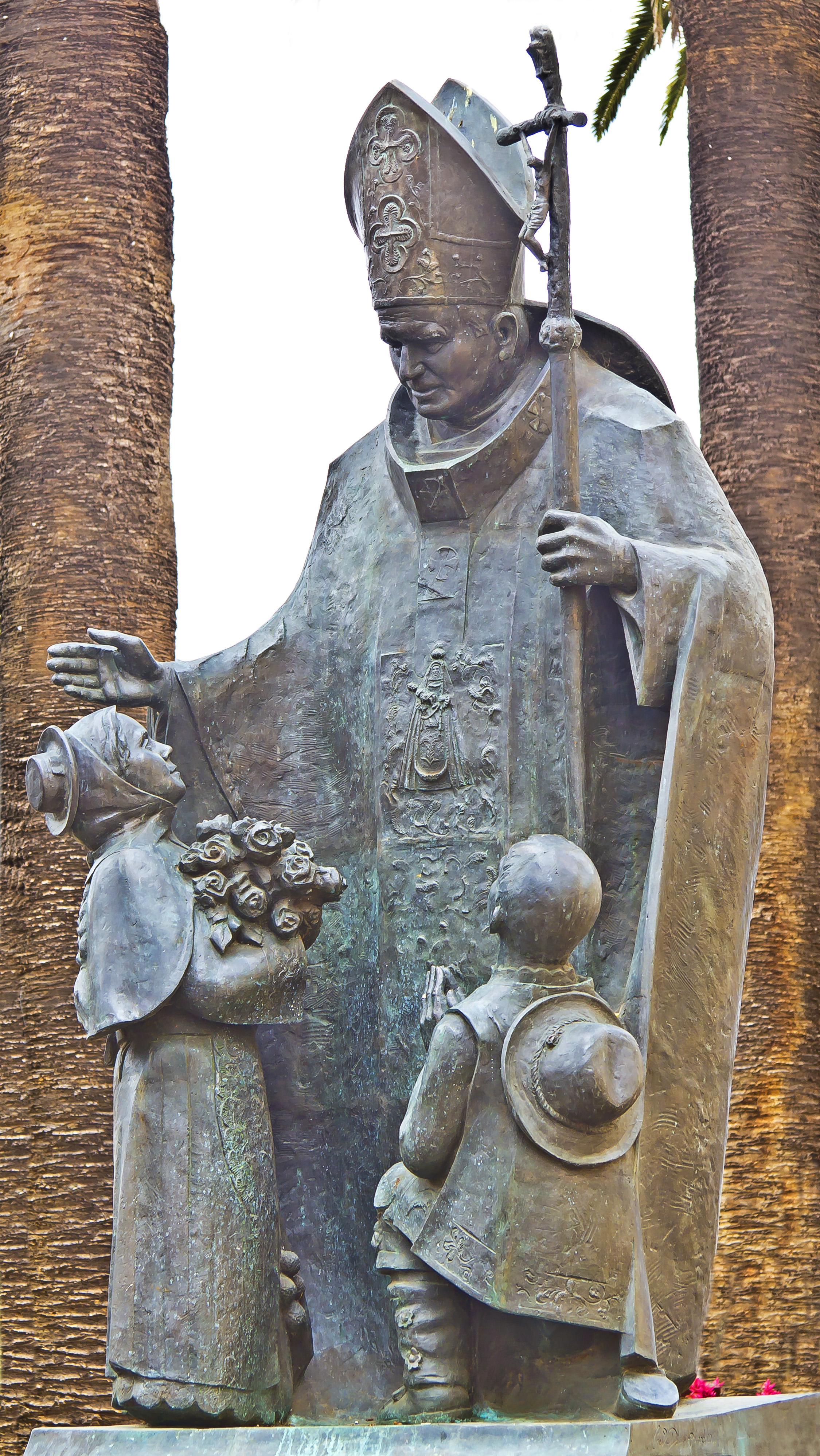
Johannes Paulus IIstatyn